# Museo del territorio e del costume Albanese
Il Museo del territorio e del costume Albanese (Muzeu i territorit dhe të veshjës Arbëreshe in lingua albanese) è un museo del comune di Santa Sofia d'Epiro in provincia di Cosenza della Calabria, in Italia.
Allestito presso Palazzo Bugliari (Pëllasi Bulari), una costruzione della metà del XIX secolo e sede del municipio, è sviluppato in 4 sale in cui è possibile ammirare la vestizione fedele e completa delle donne albanesi d'Italia (arbëreshët), costumi tradizionali di alto valore nazionale per la comunità. La raccolta degli abiti infatti comprende vestiti giornalieri, di festa, di mezza festa, nuziali e di lutto. 

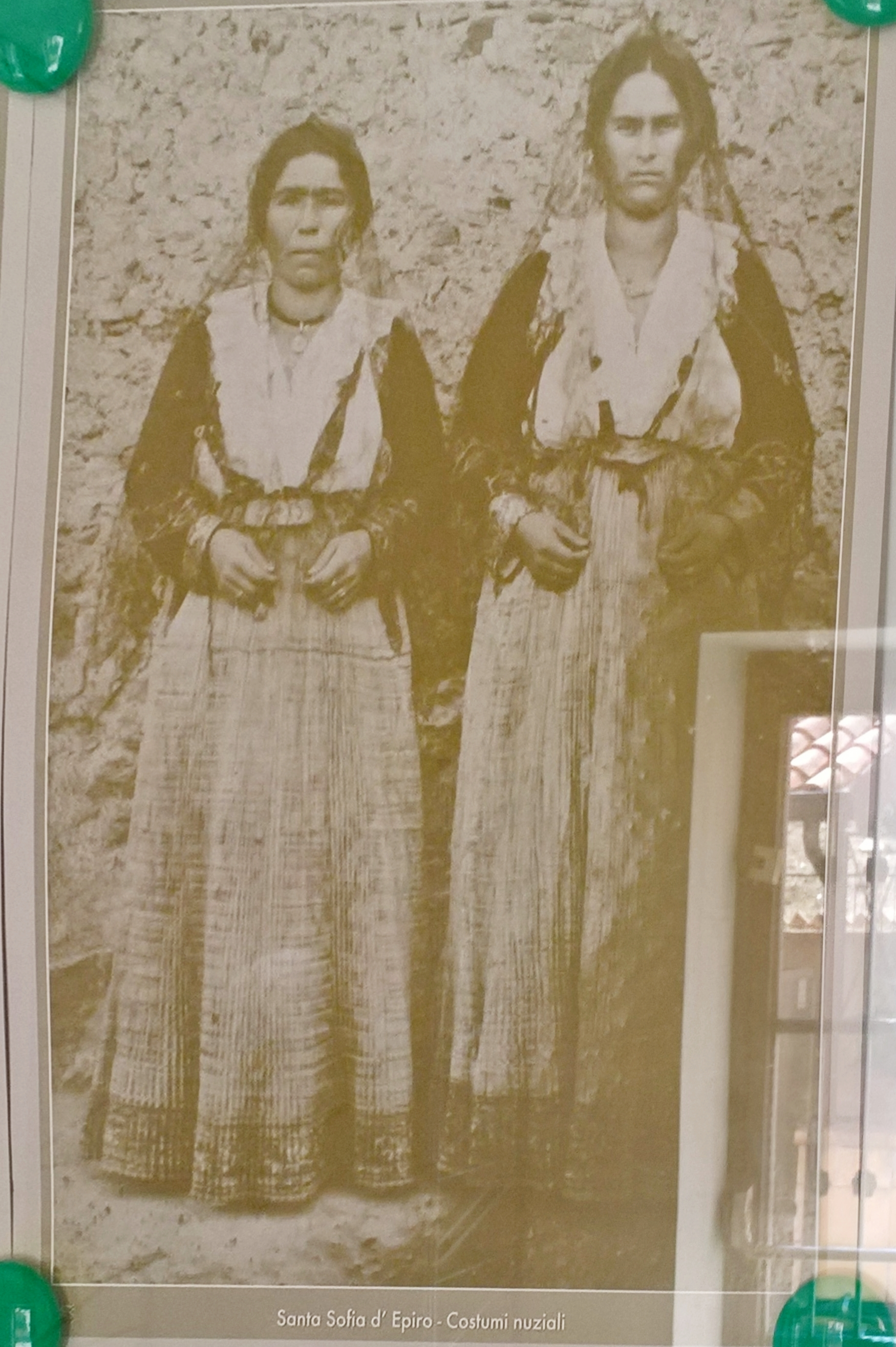
Donne albanesi di Santa Sofia d'Epiro in abito nuziale, foto storica

## Storia
Il Museo del territorio e del costume di Santa Sofia d’Epiro è allestito presso Palazzo Bugliari, terminato nelle sue forme nel XIX secolo, ma oggetto di un restauro moderno, meglio conosciuto come Palazzo dei Bugliari di sotto. 
Le vesti, nella cultura arbëreshe, sono una delle manifestazioni artistiche di maggior rilievo culturale. Ogni centro italo-albanese ha un proprio stile nel confezionare, interamente a mano, i vestiti tradizionali: in essi si riconosce chiaramente la matrice della macro area e, allo stesso tempo, le peculiarità di ogni abito. Pur essendo popolazioni povere, quelle giunte in Calabria dall’Albania non rinunciarono alla bellezza e alla regalità delle loro vesti, dalle quali si può osservare la prospettiva del popolo che rimane incardinato alle tradizioni e alla memoria della terra madre, benché radicato storicamente in Italia.
I costumi femminili sono stati indossati da generazioni e generazioni di donne che li hanno preservati. Nel museo sono sottolineate le diverse tappe della vita delle donne, ovvero sposa, madre e regina della casa, con l'abito giornaliero da regina del fuoco domestico, vedova e vedova incerta. 
A Santa Sofia d'Epiro, così come in altre comunità italo-albanesi, l’abbigliamento tradizionale ha un valore importante: nel borgo non è difficile incontrare in giro anziane signore con addosso le vesti tradizionali giornaliere, utilizzate da tutte le donne in un tempo non lontano.

## Galleria d'immagini

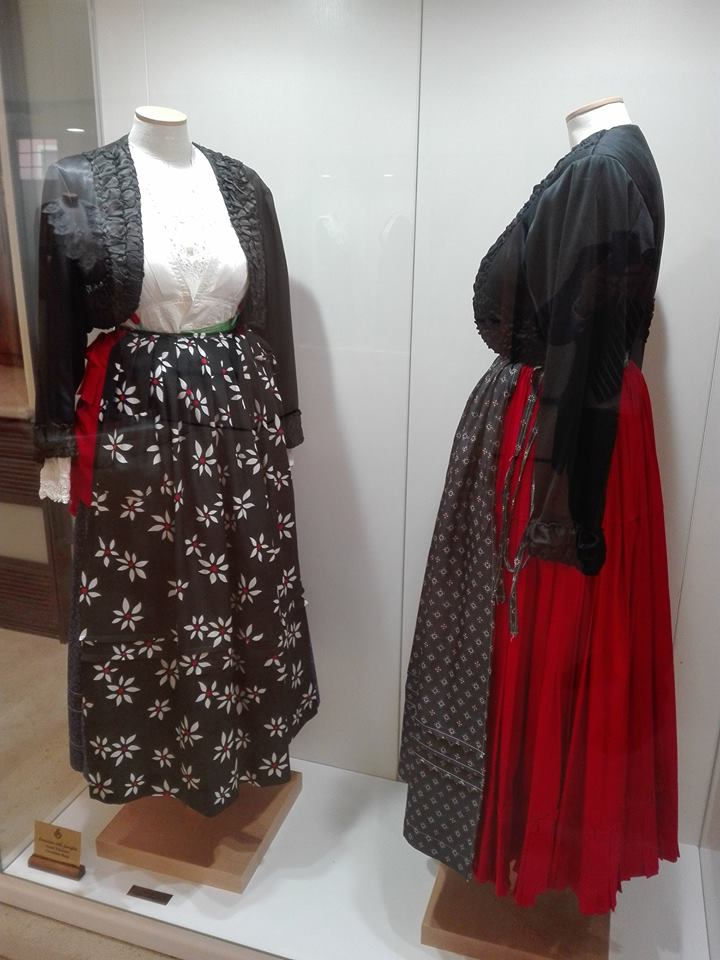
Abito giornaliero
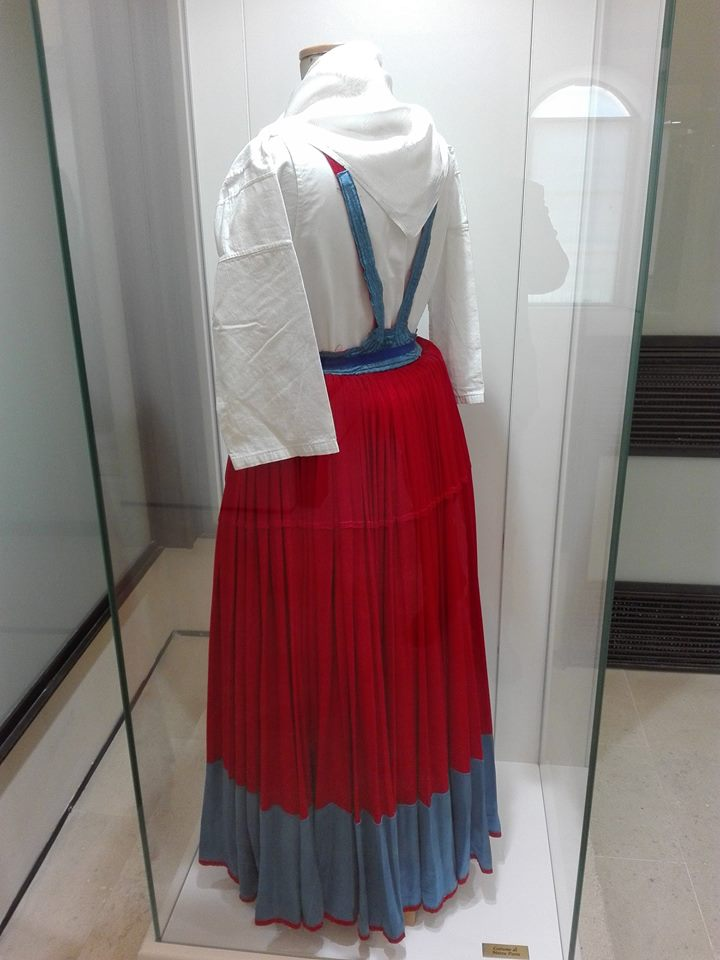
Abito giornaliero
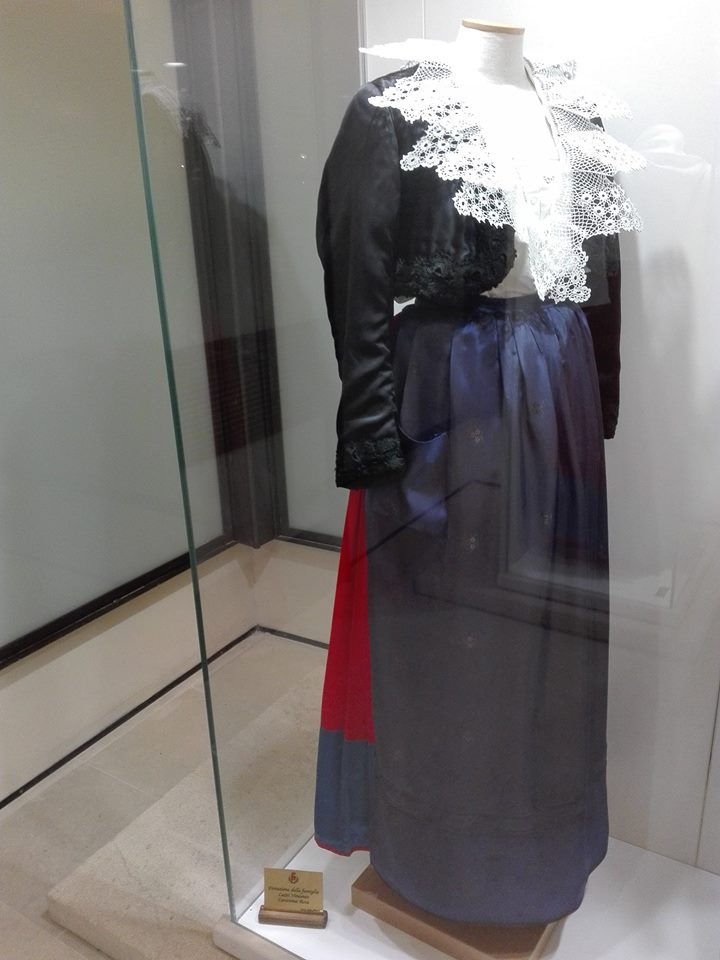
Abito giornaliero
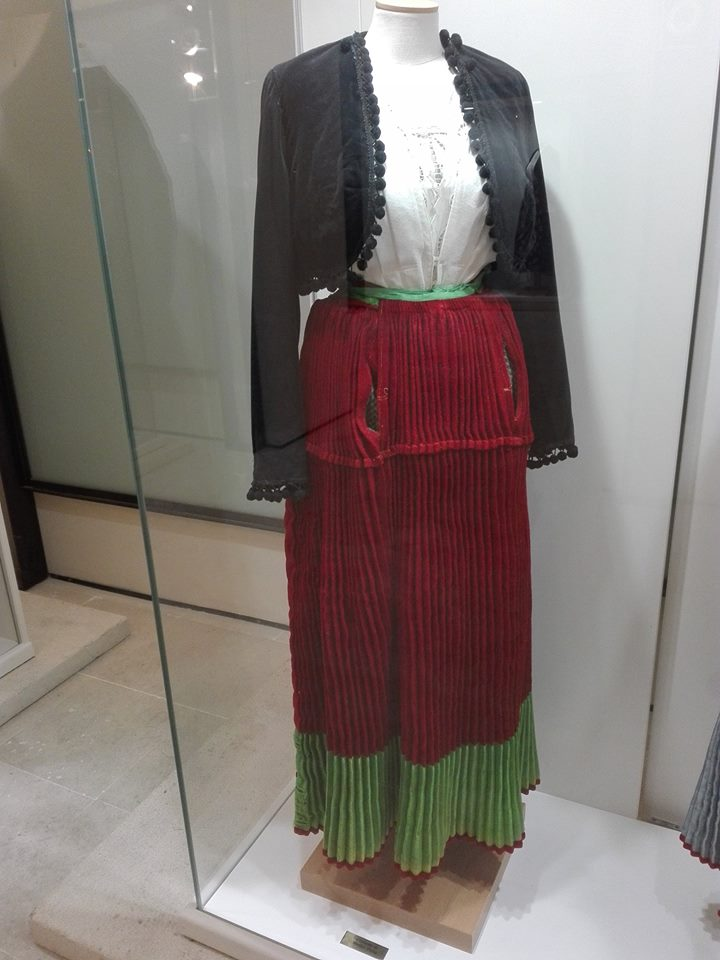
Abito giornaliero
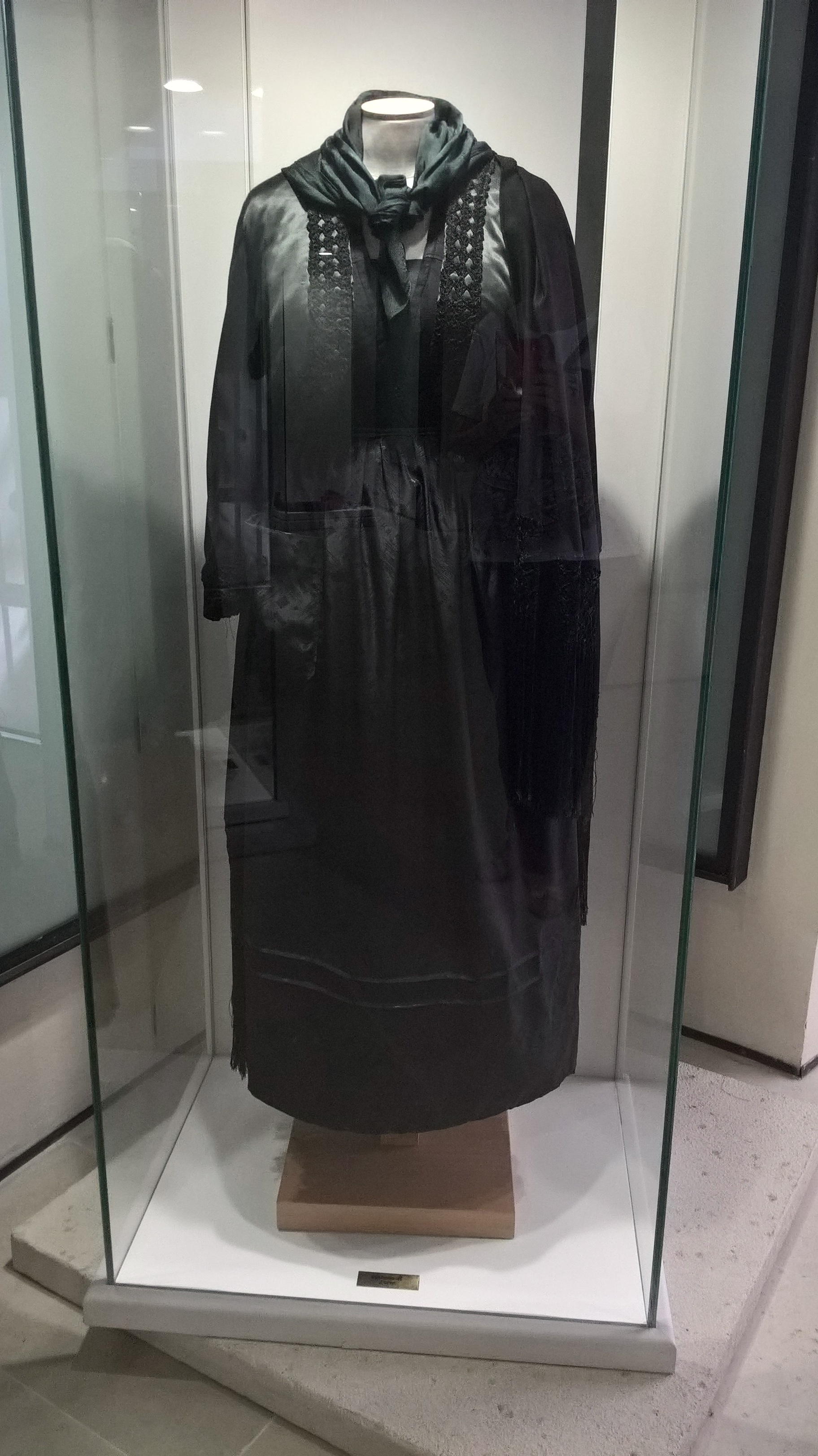
Abito di lutto
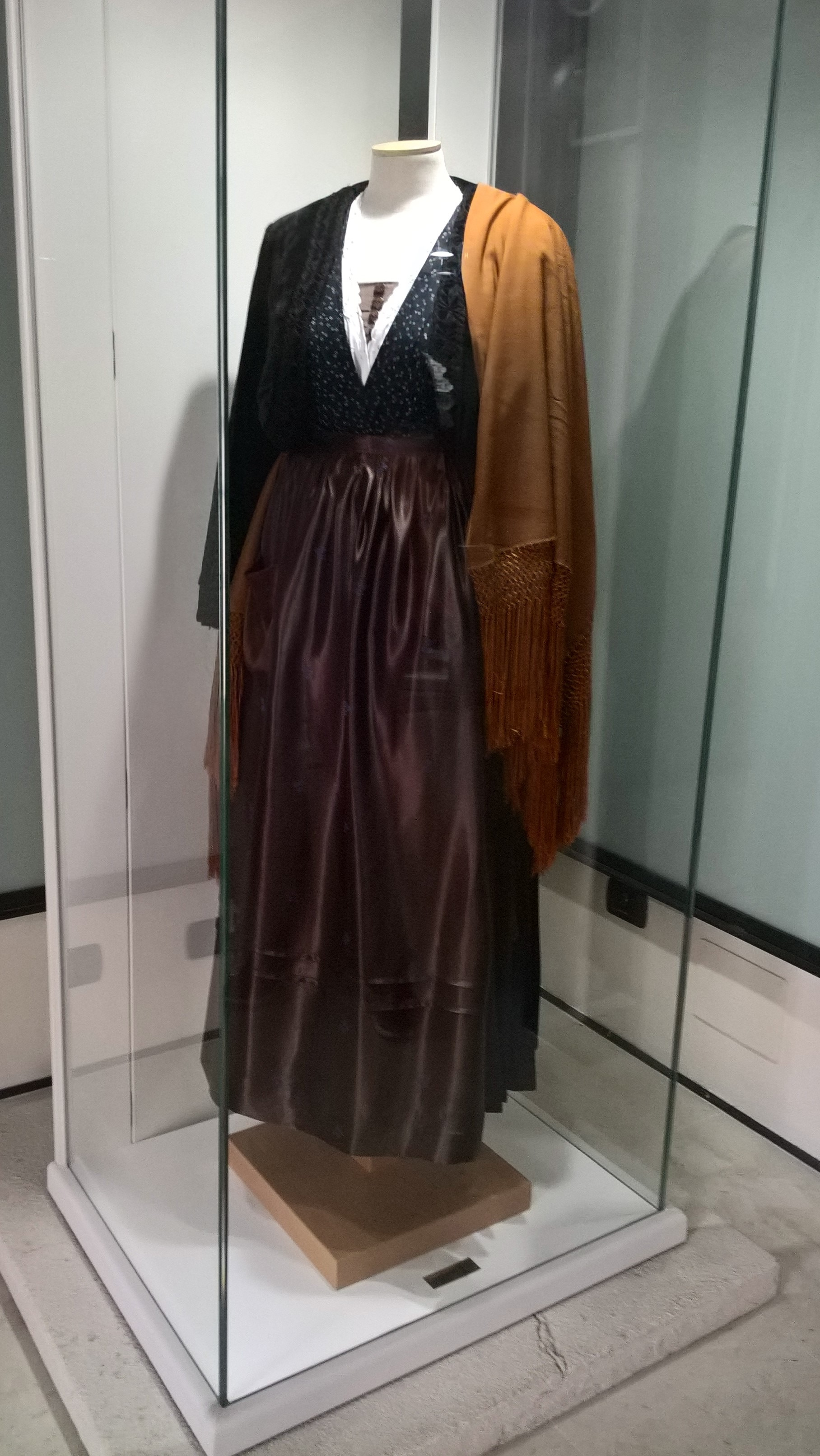
Abito da vedova incerta
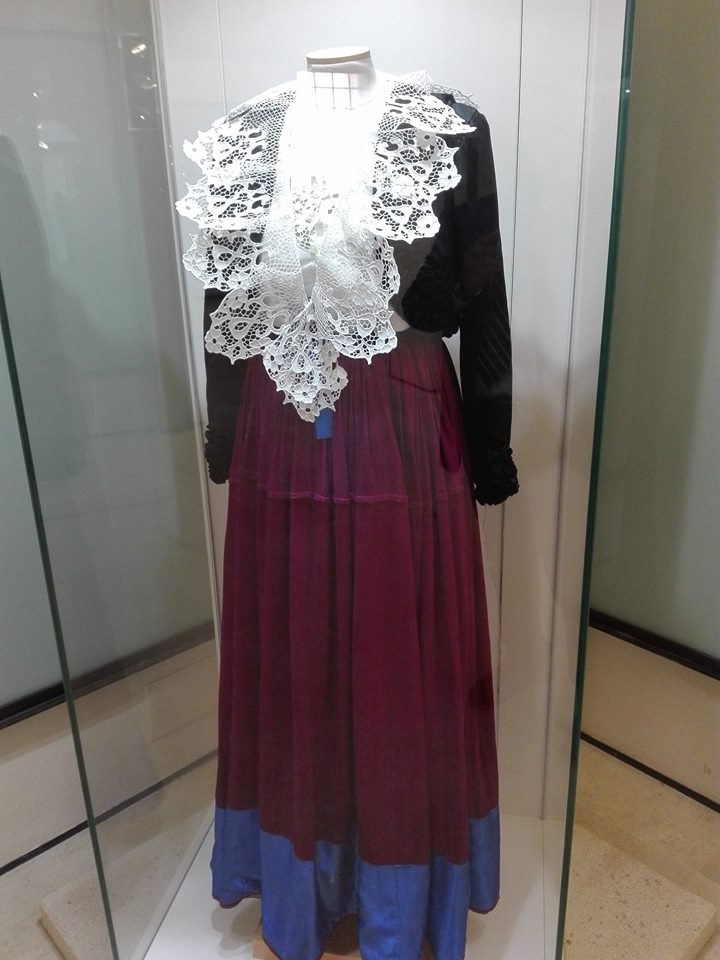
Abito di festa
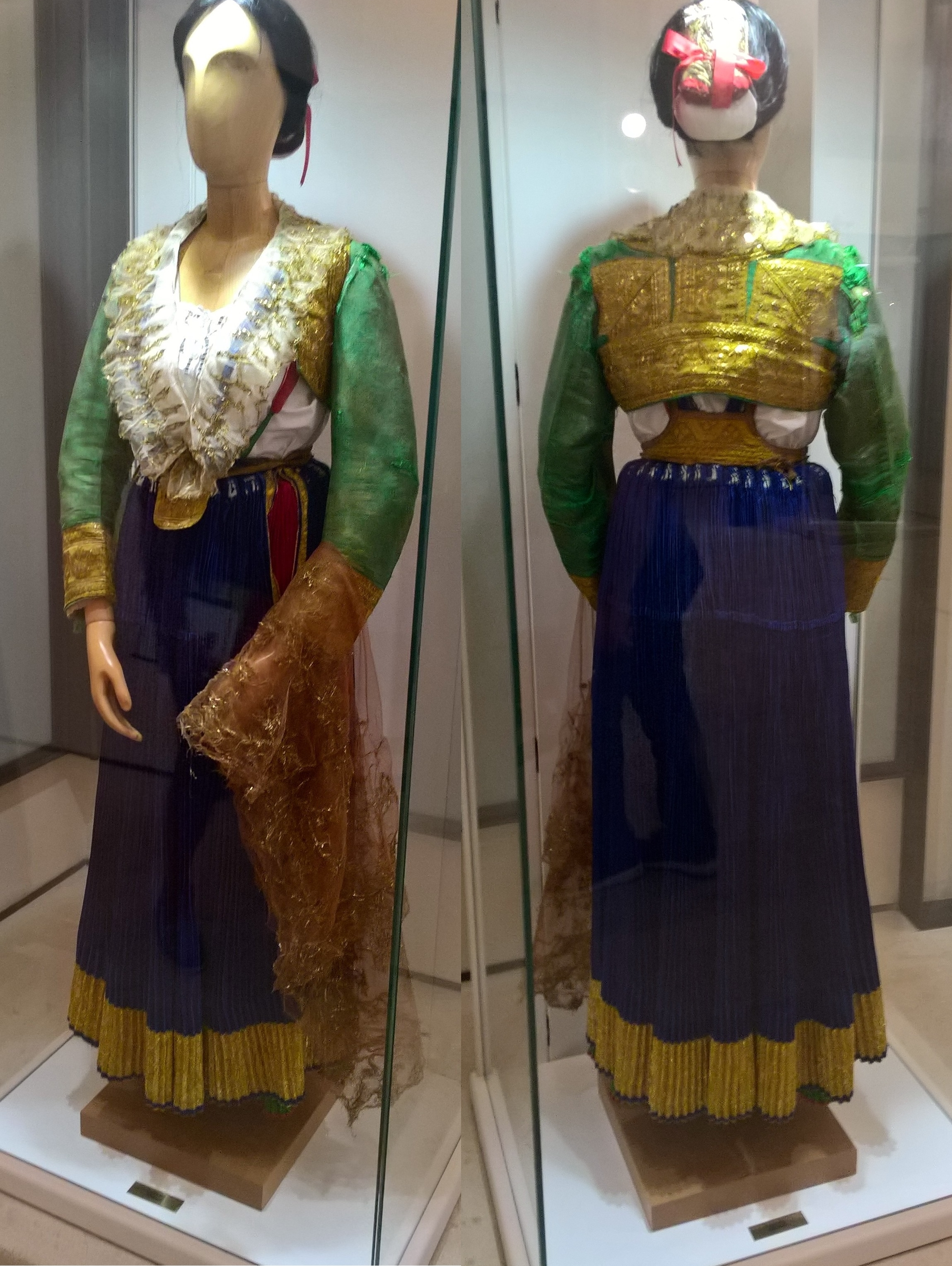
Abito di rappresentanza
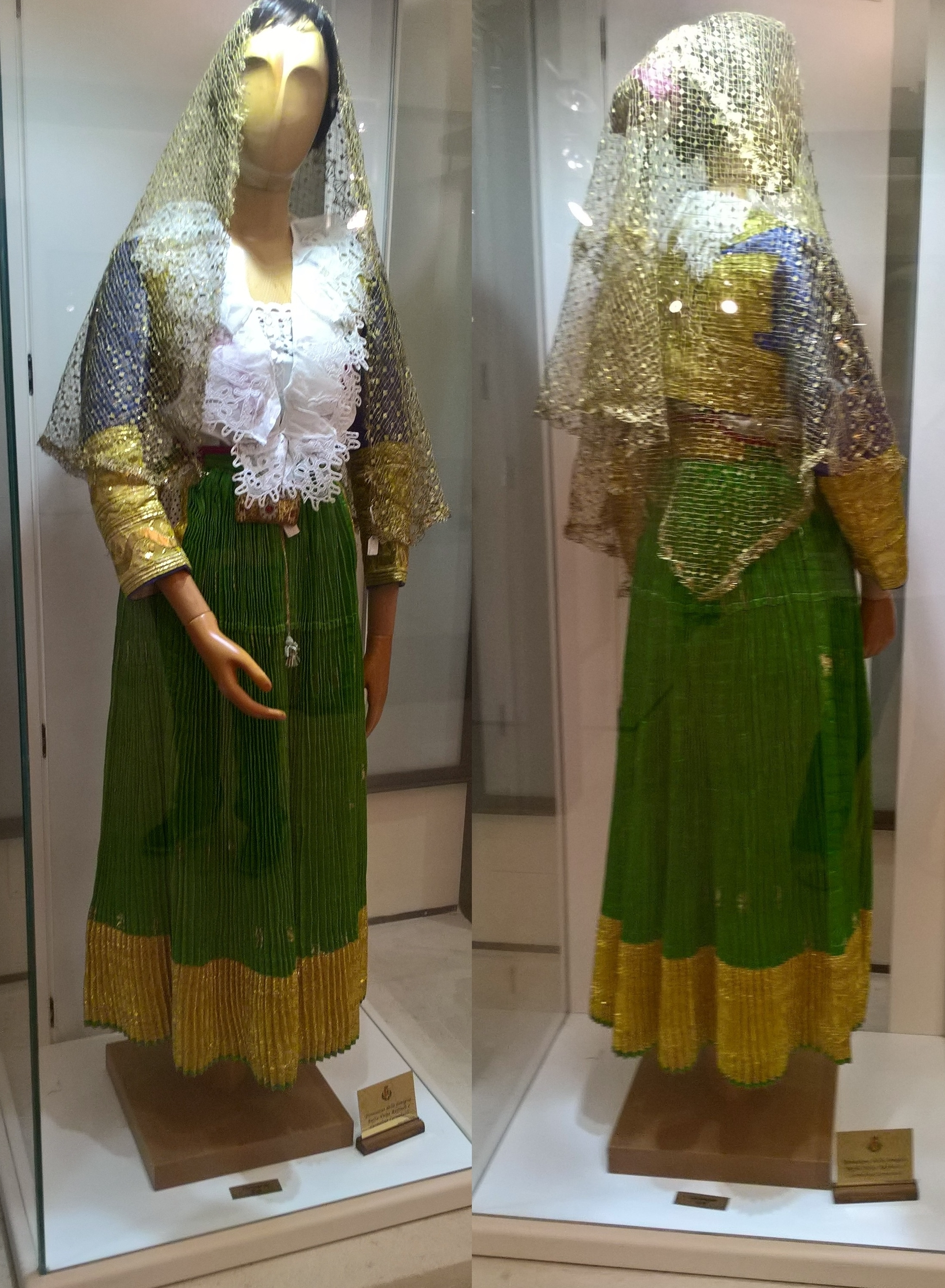
Abito di gala
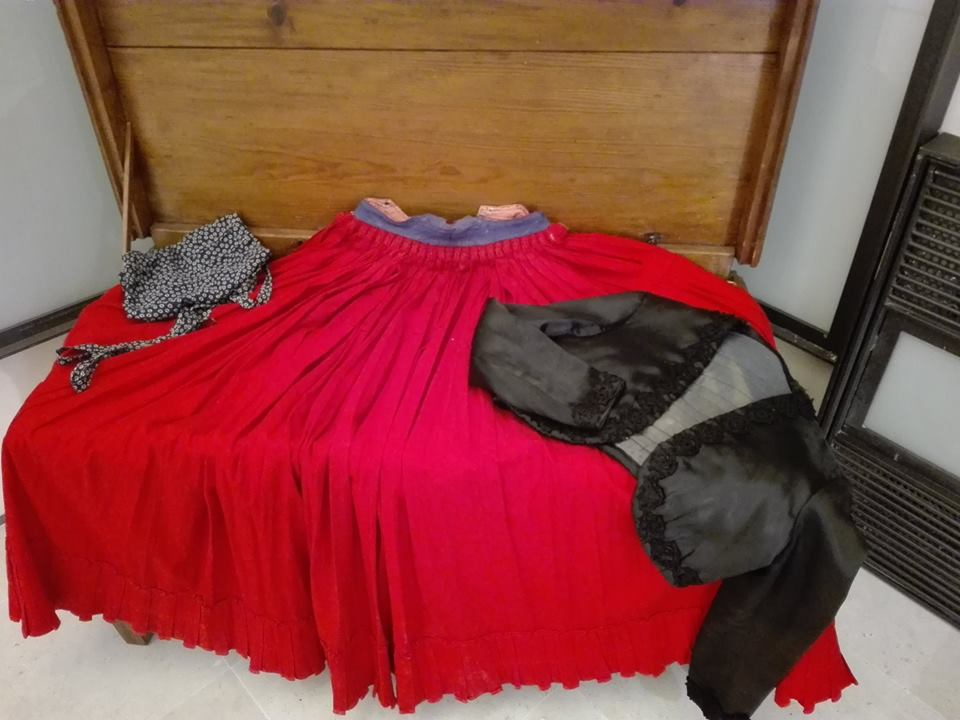
Corredo